# Pánuco, Zacatecas
Pánuco là một đô thị thuộc bang Zacatecas, México. Năm 2005, dân số của đô thị này là 14897 người.